# Busca una mujer
| Críticas profissionais | Críticas profissionais |
| Avaliações da crítica  | Avaliações da crítica  |
| Fonte                  | Avaliação              |
| ---------------------- | ---------------------- |
| Allmusic               | [ 1 ]                  |

Busca una Mujer (também conhecido como Un Hombre Busca una Mujer) é o oitavo álbum de estúdio do cantor mexicano Luis Miguel, lançado em 1988.

## Faixas
| N.º            | Título                                  | Compositor(es)              | Duração |  |
| 1.             | "Fría Como el Viento"                   | Juan Carlos Calderón        | 3:54    |  |
| 2.             | "Esa Niña"                              | Calderón                    | 4:06    |  |
| 3.             | "Culpable o No (Miénteme Como Siempre)" | Calderón                    | 3:56    |  |
| 4.             | "Un Hombre Busca una Mujer"             | Calderón Luís Gómez Escolar | 3:36    |  |
| 5.             | "La Incondicional"                      | Calderón                    | 4:27    |  |
| 6.             | "Separados"                             | Calderón Gómez Escolar      | 3:38    |  |
| 7.             | "Por Favor Señora"                      | Calderón                    | 4:00    |  |
| 8.             | "Pupilas de Gato"                       | Luna Fría                   | 4:00    |  |
| 9.             | "El Primero"                            | Calderón Gómez Escolar      | 3:13    |  |
| 10.            | "Soy un Perdedor"                       | Tito Duarte                 | 4:11    |  |
| Duração total: | Duração total:                          | Duração total:              | 38:53   |  |

## Singles
O primeiro single, "La Incondicional", foi o que teve mais sucesso, ficando na melhor posição em toda América Latina por sete semanas e por fim ofuscando os outros ("Fría Como el Viento", "Culpable o No (Miénteme Como Siempre)", "Un Hombre Busca una Mujer", "Esa Niña" e "Separados")
| #  | Título                                  | EUA |
| -- | --------------------------------------- | --- |
| 1. | "La Incondicional"                      | #1  |
| 2. | "Un Hombre Busca una Mujer"             | #5  |
| 3. | "Fría Como el Viento"                   | #1  |
| 4. | "Separados"                             | #8  |
| 5. | "Esa Niña"                              | #35 |
| 6. | "Culpable o No (Miénteme Como Siempre)" | #22 |

## Charts
| Chart (1988)               | Posição |
| -------------------------- | ------- |
| Billboard Latin Pop Albums | 4       |

## Vendas e certificações
| Região                                                           | Certificação | Vendas/distribuição |
| ---------------------------------------------------------------- | ------------ | ------------------- |
| Argentina (CAPIF)                                                | 4x Platina   | 240.000x            |
| Espanha (PROMUSICAE)                                             | Platina      |                     |
| xdistribuições não-especificadas baseadas apenas na certificação |              |                     |